# Кожухівка (Фастівський район)
Кожу́хівка — село у Фастівському районі Київської області.

## Довідка

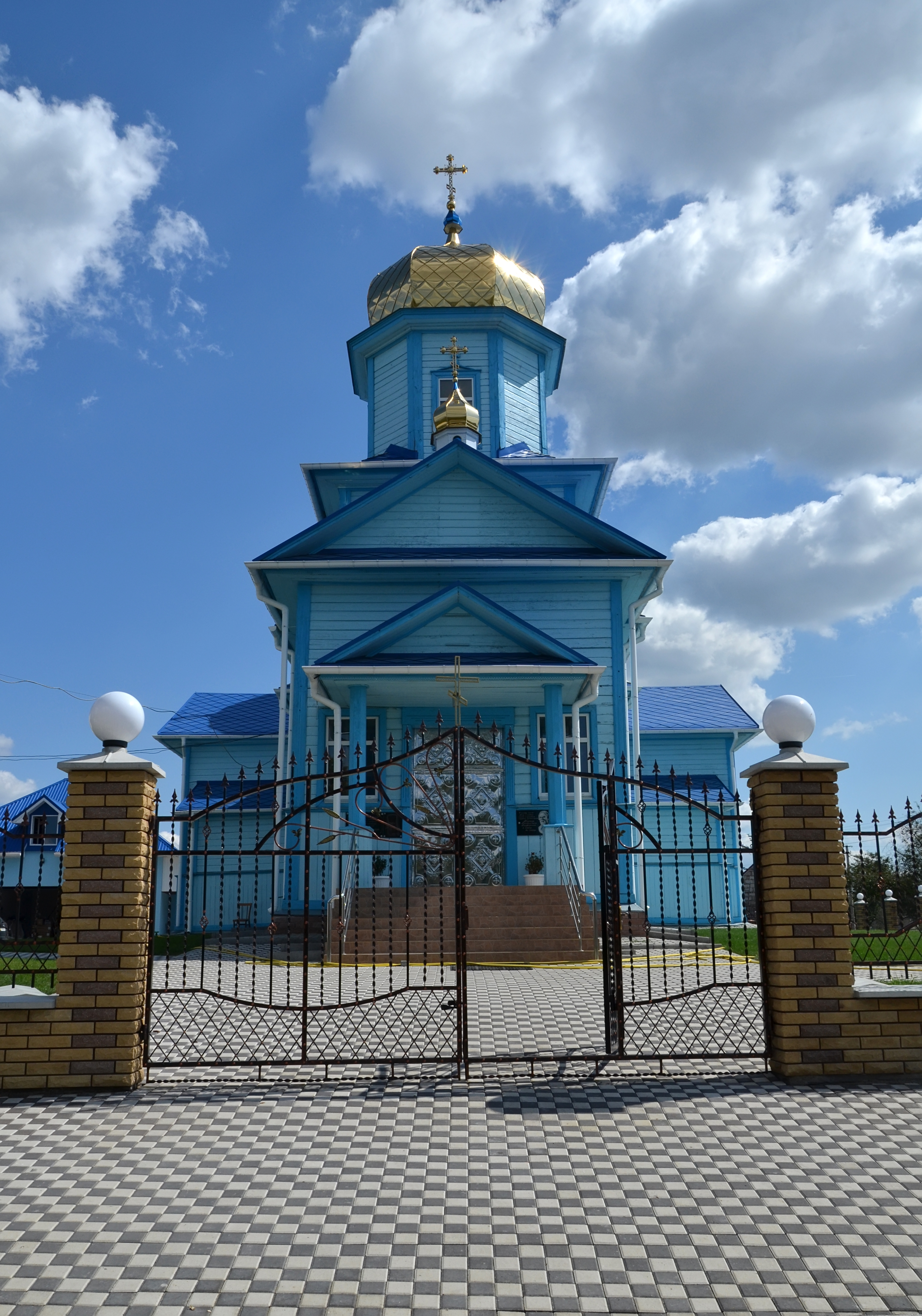
Михайлівська церква(1912-1914 р.)село Кожухівка.

Кожухівка - село Київської обл. Васильківського р-ну
У середині ХІІ ст. коли Києво-Печерський монастир домагався виходу з-під опіки Константинопольського патріарха, син великого київського князя Юрія Долгорукого Андрій Боголюбський у 1159 р. надав Печерському монастирю титул "лавра", статус великокнязівської архімандрії і ставропігії, а також грамотою затвердив перелік маєтностей, у тому числі права власності на місто Васильків, села Кожухівку і Будаївка (суч. м.Боярка ).
З історії заснування сіл  Данилівка, Кожухівка в переказах  князем Данило Галицький існує жартівливий вислів: "Князь Данило скитався у драному кожусі"
Населення — близько 1522 жителів
Село Кожухівка розташоване в 8-и км на північний-захід від Василькова., що зараз належить до Данилівської ради. Між с. Данилівка і с. Кожухівка протікає Бобриця (річка).
У цьому селі є  — Михайлівська церква. Перша церква була збудувана у 1820 році, але чомусь довго не освячували, і лише в 1836 році при ній створили парафію. У 1912-1914 збудовану нову церкву, яка діє донині.

## Географія
На краю села протікає річка Бобриця яка утворює озеро Різниця. Назва пішла від того, що в раніше там різали худобу та вичиняли шкіру, адже в селі здавна жилі майстри кожухів, тому село й називається Кожухівка.

## Музей школи

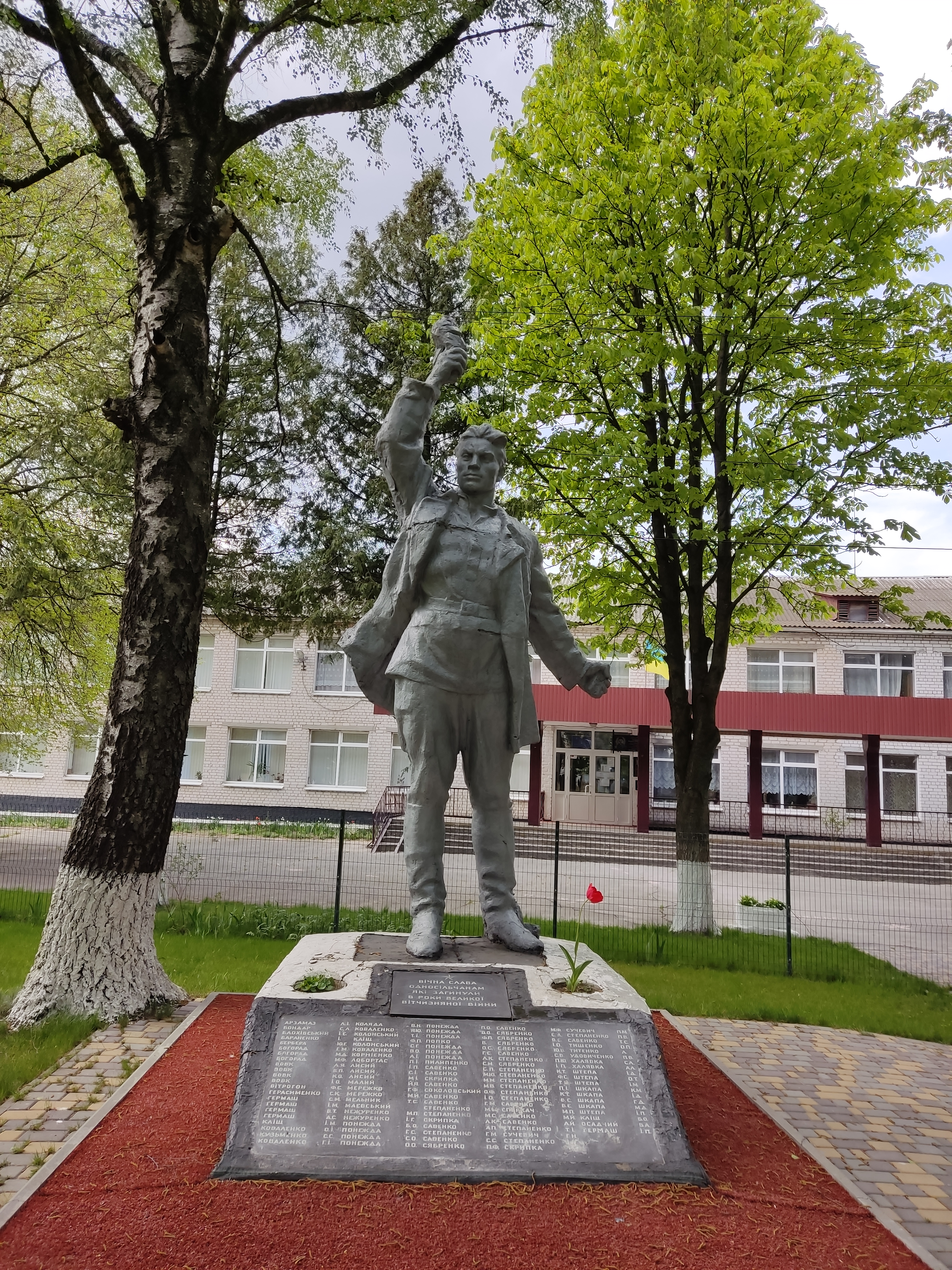
Пам'ятник загиблим воїнам у Другій світовій війні, встановлений перед школою.

В Кожухівської загальноосвітньої школи І-ІІ ступенів діє історико-краєзнавчий музей, урочисто відкритий директором школи Семенюк Галиною Прохорівною 9 травня 1990 року.
Музей розташований у приміщенні школи на 2 поверсі і займає дві кімнати площею 40 кв.м.
Назви експозиційних розділів: — історія села Кожухівка; — історія пам'ятників села Кожухівка; — історія Свято-Михайлівської та Свято-Онуфріївської церков; — історія Кожухівської школи; — Кожухівка в період голодомору 1932-33 років; — експонати домашнього ужитку в період 17-19 століть
Кожухівка у період Великої Вітчизняної війни: — історія і фотодокументи про 2-гу Повітряну армію, яка звільняла від німецько-фашистських загарбників територію Васильківщини; — «воїни-афганці»; — А. Гайдар і його бойові дії на території Васильківщини; — учасники Великої Вітчизняної війни.

## Люди
- Загородній Валентин В'ячеславович (1982—2015) — молодший сержант Збройних сил України, учасник російсько-української війни.
- Степаненко Василь Іванович (1950, Кожухівка) — український поет і перекладач https://tyzhden.ua/News/192029 [Архівовано 15 Жовтня 2018 у Wayback Machine.], керівник Національного видавництва дитячої літератури «Веселка». https://newsvideo.su/video/6163393 [Архівовано 27 Квітня 2019 у Wayback Machine.]
- Цепун Андрій Михайлович (1978—2014) — учасник Євромайдану. Один із Небесної сотні. Герой України[5].

## Джерело
облікова картка на сайті ВРУ[недоступне посилання з квітня 2019]
Даниловка Васильковского района Информационный портал города Василькова и Васильковского района [Архівовано 9 Березня 2016 у Wayback Machine.]
Кожухівка, Васильківський р-н, Київська обл. — дерев'яна церква [Архівовано 19 Лютого 2020 у Wayback Machine.]
Кожуховка Украина Инкогнита [Архівовано 2 Листопада 2019 у Wayback Machine.]